# Sevda Altunoluk
Sevda Altunoluk (Tokat, Turquia, 1 d'abril de 1994) és una jugadora parlímpica de golbol turca que competeix al Yenimahalle Belediyespor d'Ankara. És membre de l'equip nacional i va ser nomenada diverses vegades la més golejadora. L'any 2021, va formar part de la llista 100 Women de la BBC.

## Vida personal
Sevda Altunoluk va néixer l'1 d'abril de 1994 a Tokat, Turquia. La seva germana Sevtap Altunoluk és també jugadora nacional de golbol.

## Carrera esportiva

### Club
Altunoluk va començar a jugar a golbol als 12 anys.
Va jugar pel club esportiu de discapacitat visual Mithat Enç Gören Kalpler SK a Ankara abans de traspassar-se al Yenimahalle Belediyesi SK, de la mateixa ciutat. El seu equip actual és entrenat per Ekrem Gündoğdu, un membre de l'equip masculí de golbol del mateix club. Ha estat diverses vegades la màxima golejadora a nivell nacional.

### Internacional
Altunoluk competeix internacionalment a l'equip nacional femení de Golbol de Turquia. Ha participat en diverses competicions. L'any 2010, va obtenir la medalla de plata al Campioinat Europeu Femení de Golbol IBSA Grup B, celebrat a Eskişehir, Turquia. Al Campionats Europeus de Golbol IBSA Div. B de 2012, a Ascoli Piceno, Itàlia, va guanyar la medalla d'or i es va convertir en màxima golejadora amb 27 gols, seguida per Swetlana Otto de la selecció alemana amb 21. Va guanyar la medalla d'or als Jocs de Pajulahti de 2013 a Nastola, Finlàndia, on va ser la màxima golejadora. Altınoluk va ser també la màxima golejadora de la InterCup Femenina 2013 de Malmö amb 18 gols, tot i que el seu equip va quedar quart. Al mateix torneig l'any següent, l'equip va obtenir el bronze i ella va ser segona en la llista de màximes golejadores amb 17 gols, darrere de Laura Belle d'Espanya. Al 2015, es va endur la medalla d'or en els Campionats Europeus de Golbol IBSA Div. A, celebrats a Kaunas, Lituània. Allà, va ser també la màxima golejadora, seguida per la seva companya d'equip Sümeyye Özcan.
Altunoluk va ser membre de l'equip nacional de Turquia, que va guanyar la medalla d'or en els Jocs Paral·límpics d'Estiu de 2016, que es van celebrar a Rio de Janeiro, Brasil.

## Honors

### Individual
- Màxima golejadora – 2012 Campionats Europeus de Golbol IBSA Div. B a Ascoli Piceno, Itàlia (27 gols).[17][23]
- Màxima golejadora – 2013 InterCup Femenina de Malmö, Suècia.[18]
- Màxima golejadora – 2013 Jocs Pajulahti a Nastola, Finlàndia.[10]
- Màxima golejadora - 2014 Campionat Mundial de Golbol d'Espoo, Finlàndia (31 gols)
- Màxima golejadora – 2015 Campionats europeus de Golbol IBSA Div. A a Kaunas, Lituània.[12][20][24]
- Màxima golejadora – 2016 Paral·límpics d'Estiu, a Rio de Janeiro, Brasil (36 gols)[24]
- Màxima golejadora – 2017 Campionats Europeus de Golbol IBSA a Lahti, Finlàndia (37 gols)[25]
- Màxima golejadora – 2018 Campionats Mundials de Golbol IBSA a Malmö, Suècia (46 gols)[24]
- IPC Atleta Allianz del Mes - 2018 juny,[26]
- Marcador millor - 2018-19 Super Lliga Europea Femenina de Golbol (25 gols)[27]
- Màxima golejadora – 2019 Campionats Mundials de Golbol IBSA a Rostock, Alemanya (39 gols)[28]
- Màxima golejadora – 2021 Jocs Paral·límpics d'Estiu, Tòquio, Japó (46 gols)[29]
- En 2021 va ser nomenada com una de les 100 Dones de la BBC[2]

### Palmarès de clubs
Primera Lliga de Golbol Femení de Turquia
Yenimahalle Belediyesi SK
- Campiones (1): 2013–14.[11]

Campionats Femenins de Golbol de Turquia
Yenimahalle Belediyesi SK
- Campiones (1): 2014.[13]

### Internacional
- 2010 Campioinat Europeu Femení de Golbol IBSA Grup B a Eskişehir, Turquia.[15]
- 2012 Campionat Europeu de Golbol IBSA Div. B a Ascoli Piceno, Itàlia.[17]
- 2013 Jocs de Pajulahti a Nastola, Finlàndia.[10][30][31]
- 2013 Campionat Europeu de Golbol IBSA a Konya, Turquia.
- 2014 InterCup maculina i femenina de Malmö, Suècia.[19]
- 2014 Campionat Mundial de Golbol IBSA a Espoo, Finlàndia.
- 2015 Campionats Europeus de Golbol IBSA Div. A a Kaunas, Lituània.[12][20][21]
- 2016 Jocs Paral·límpics de Rio de Janeiro, Brasil.[22]
- 2018 InterCup masculina i femenina de Malmö, Suècia.[32][33]
- 2018 Campionats Mundials de Golbol a Malmö, Suècia.[31]
- 2019 Campionats Europeus de Golbol IBSA a Rostock, Alemanya.[34]
- 2020 Jocs Paral·límpics d'Estiu a Tòquio, Japó
- 2021 Campionat Europeu de Golbol IBSA a Samsun, Turquia.